# Straßenbahn Cuenca
Die Straßenbahn Cuenca, spanisch Tranvía de Cuenca, ist die Straßenbahn der 331.000 Einwohner zählenden Stadt Cuenca in Ecuador. Der Straßenbahnbetrieb in den südamerikanischen Anden ist der am höchsten gelegene der Welt.

## Geschichte und Beschreibung

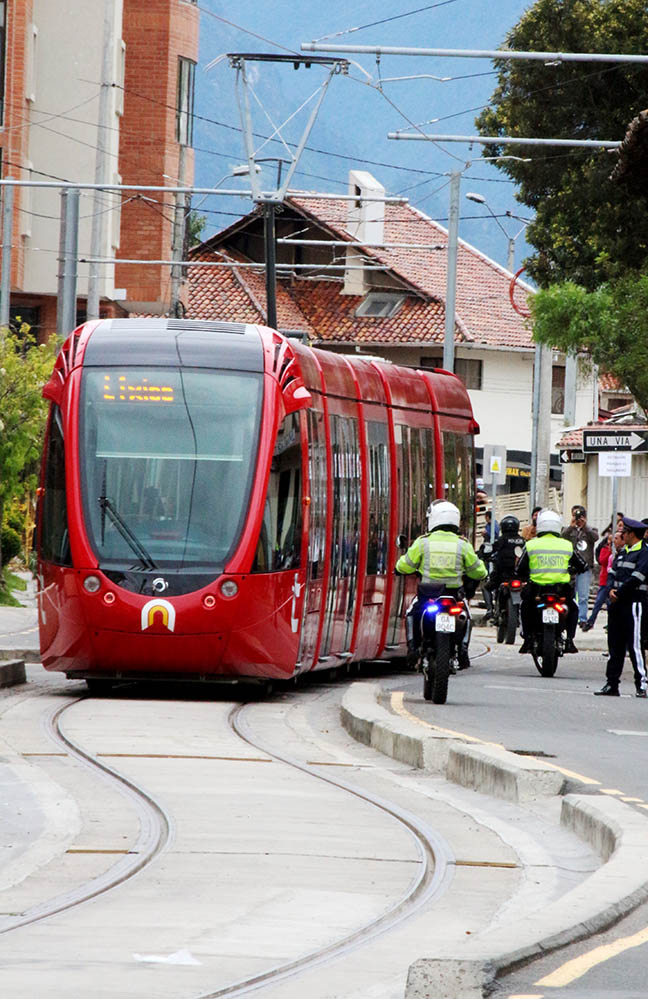
Alstom Citadis X05 bei einer Testfahrt unter Oberleitung im Juli 2018

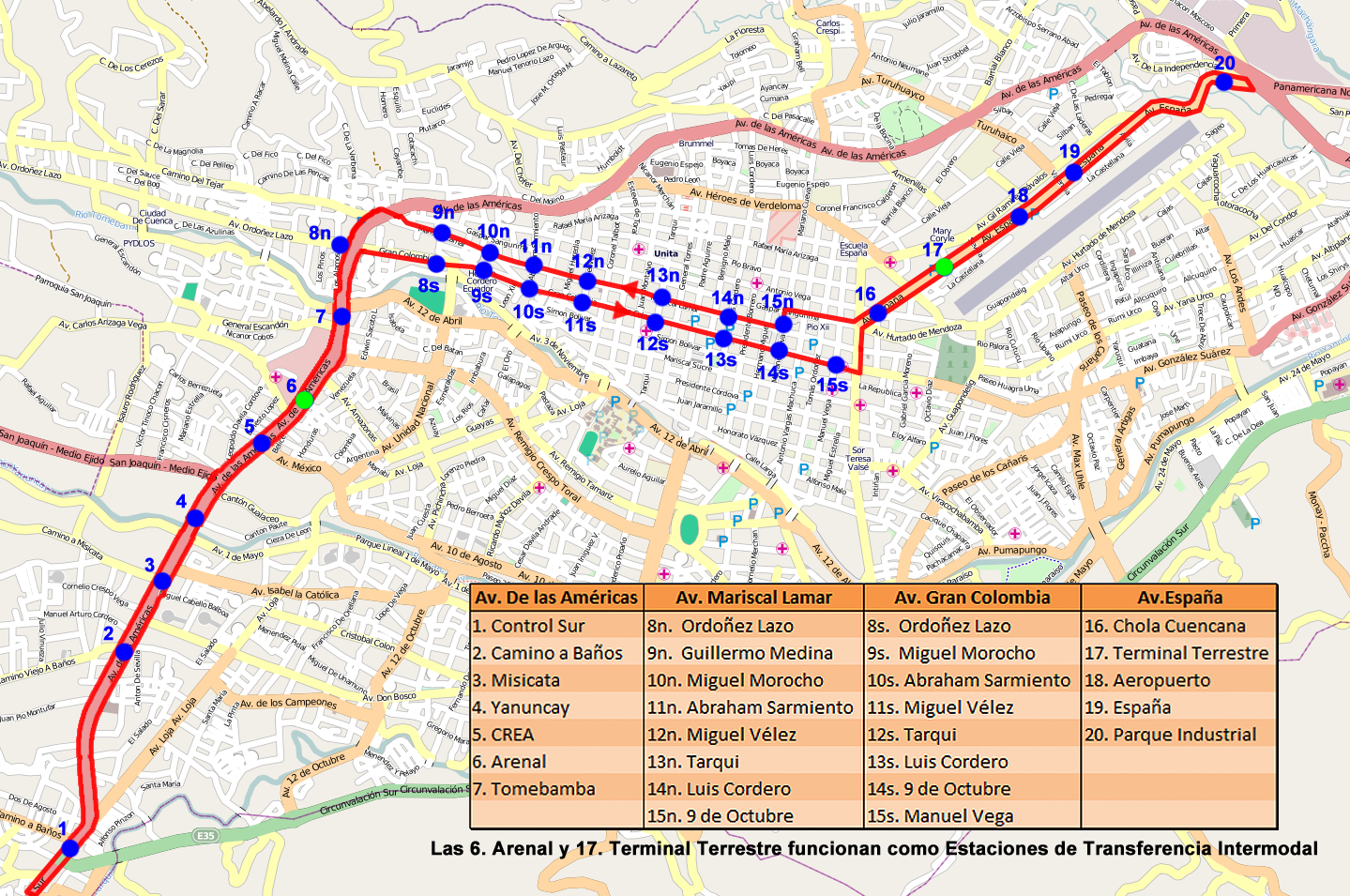
Streckenverlauf

Die Straßenbahn Cuenca ging am 24. Februar 2019 probeweise in Betrieb, der reguläre Fahrgastverkehr sollte am 16. April 2019 aufgenommen werden.
Cuenca ist die drittgrößte Stadt Ecuadors und gilt als schönste Stadt des Landes. Sie liegt auf etwa 2550 m Höhe, in ihrem unmittelbaren Einzugsbereich leben schätzungsweise 400.000 Menschen. Über die Jahrhunderte hinweg nahm sie immer wieder Verfolgte aus Europa auf, so im 16. Jahrhundert französische Juden und am Ende des Zweiten Weltkriegs deutsch-jüdische Flüchtlinge. Der französische Einfluss ist im Stadtbild unübersehbar und wirkt bis heute nach. Die Altstadt ist von engen Straßen geprägt und leidet unter dem wachsenden Verkehr.
2009 erwog die Stadtverwaltung erstmals die Einführung einer Straßenbahn und gab 2010 eine Machbarkeitsstudie in Auftrag. Daraus resultierte die Empfehlung für eine Straßenbahn, wegen der historischen Bauten ohne Oberleitungsanlagen im Stadtzentrum. Die Wahl fiel auf das System Alimentation Par Sol (APS) des französischen Herstellers Alstom. Mit dieser Firma wurde der Bau einer 10,3 km langen Strecke mit teilweisem APS-Betrieb vereinbart. Dazu wurden 14 Gelenkwagen des Typs Citadis X05 bestellt, von denen der erste am 1. Juli 2015 in Cuenca eintraf. Im Oktober jenes Jahres begannen erste Testfahrten auf Teilstrecken unter Fahrdraht. Da die ausführende spanische Baufirma im Herbst 2016 Insolvenz anmeldete, ruhten die Bauarbeiten bis September 2017. Die Gesamtkosten für das Projekt sind auf nahezu 300 Millionen US-Dollar veranschlagt.
Ein erster Verkehrsunfall ereignete sich am 13. Dezember 2018, als in der Avenida de las Américas ein Auto beim Wenden gegen den Triebwagen 1001 fuhr.
Am 24. Februar 2019 ging die „Marcha en blanco“, der Dauertest unter Fahrplanbedingungen in Betrieb. Acht Züge verkehren im Fünf-Minuten-Takt mit 50 km/h im Außen- und 20 km/h im Innenstadtbereich. Die Tranvía soll die Buslinie 100 ersetzen, die täglich 41.000 Fahrgäste befördert. Beim vorgesehenen Fünf-Minuten-Takt liegt ihre Tageshöchstkapazität bei 60.000 Personen.
Nachteilig auswirken könnte sich der Umstand, dass bislang keine Tarifgemeinschaft zwischen Bahn und Bus absehbar ist. Bei Umsteigeverbindungen muss für jede Teilstrecke einzeln gezahlt werden.
Am 25. Mai 2020 nahm die Straßenbahn den Personenverkehr auf. Er wird vorerst kostenlos täglich zwischen 6:00 und 20.00 Uhr angeboten, allerdings zunächst auf Probebasis und unter COVID-19-Beschränkungen.

## Strecke

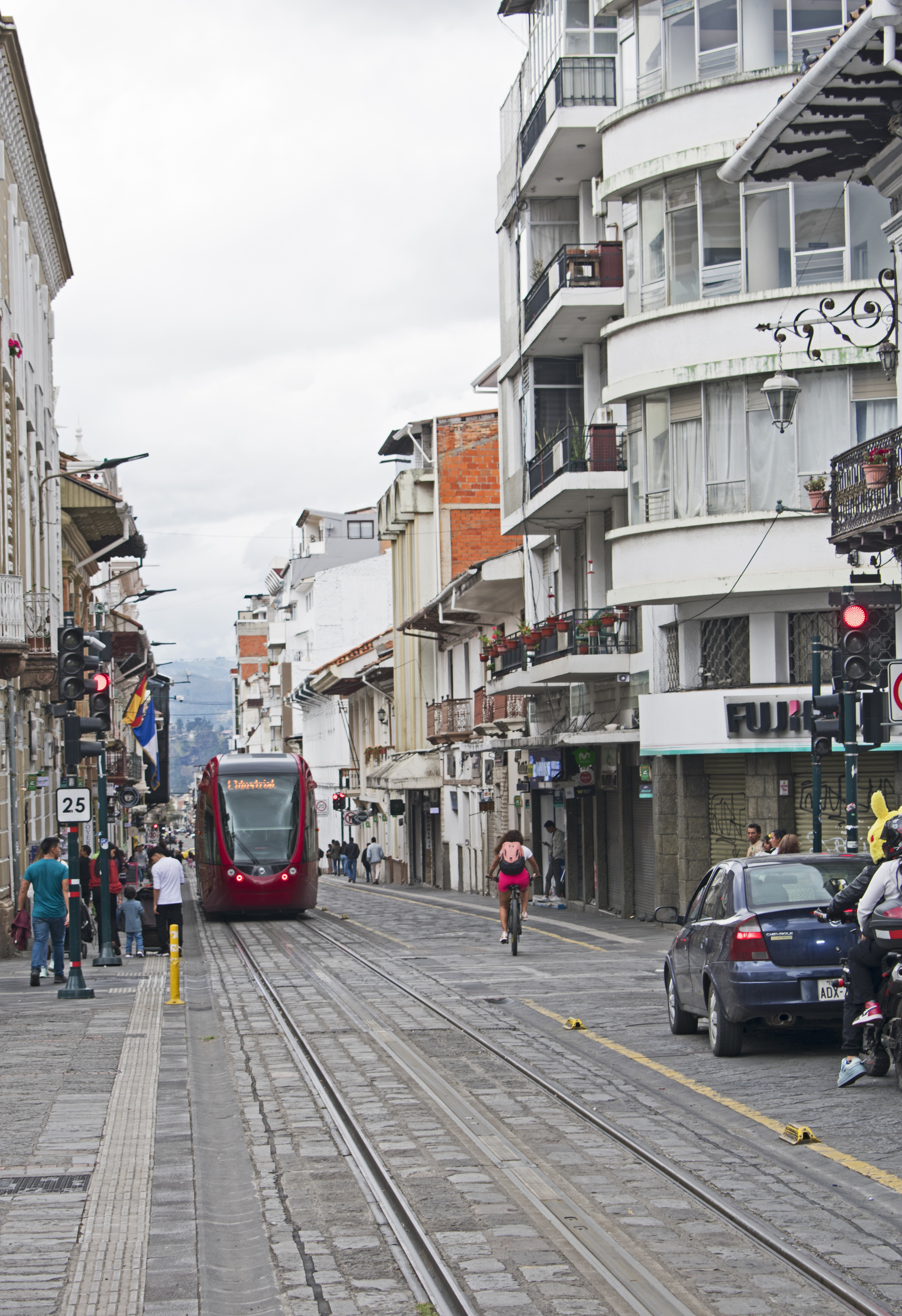
Die Einbahnstrecke in der Altstadt

Die Strecke verbindet das bevölkerungsreiche Neubaugebiet Control Sur im Südwesten der Stadt mit einem Industriepark mit etwa 12.000 Beschäftigten. Zudem werden der zentrale Omnibusbahnhof und der Flughafen bedient.
Wegen der geringen Straßenbreite wurden die Gleise in der Altstadt weitgehend auf zwei parallelen, gegenläufigen Einbahnstraßen verlegt. Auf diesem Abschnitt von der Station Feria Libre zur Haltestelle Terminal Terrestre kam das APS-System zur Anwendung. Das Gleis in West-Ost-Richtung verläuft durch die Calle Mariscal Lamar, in der Gegenrichtung wird die Calle Gran Colombia durchfahren.
Der Betriebshof befindet sich an der Avenida Mexico, 500 m von der Strecke entfernt. Der Abzweig der Betriebsstrecke dorthin liegt zwischen den Stationen Feria Libre und Avenida México.

## Fahrzeuge
Die weinrot lackierten Citadis 302 fassen 207 Fahrgäste bei 52 Sitz- und 155 Stehplätzen. Die in La Rochelle gebauten Fahrzeuge sind 32,6 Meter lang und 2,4 Meter breit. Ihr Frontdesign entspricht dem der Citadis 302 des Straßenbahnbetriebs von Toulouse. Sie werden im Oberleitungs- wie im APS-Stromschienenbetrieb mit einer Gleichspannung von 750 Volt versorgt.